# Ostichthys sufensis
Ostichthys sufensis là một loài cá biển thuộc chi Ostichthys trong họ Cá sơn đá. Loài này được mô tả lần đầu tiên vào năm 1984.

## Phân loại học
O. sufensis ban đầu chỉ được xem là một phân loài của Ostichthys hypsipterygion, sau được công nhận là một loài hợp lệ.

## Từ nguyên
Từ định danh sufensis được đặt theo tên gọi của Yam Suf, tức Biển Đỏ trong tiếng Hebrew, là nơi đặc hữu của loài cá này.

## Phân bố
O. sufensis là loài đặc hữu ở phía bắc Biển Đỏ, và chỉ được tìm thấy tại vịnh Aqaba ở độ sâu đến 300 m.

## Mô tả
Chiều dài cơ thể lớn nhất được ghi nhận ở O. sufensis là 15,1 cm. Thân có màu đỏ, từng lớp vảy trên thân có vạch ngang màu trắng bạc tạo thành các sọc ngang đứt đoạn.
Số gai ở vây lưng: 12; Số tia vây ở vây lưng: 13; Số tia vây ở vây ngực: 15; Số gai ở vây bụng: 1; Số tia vây ở vây bụng: 7; Số vảy đường bên: 28.